# 21a Mostra Internacional de Cinema de Venècia
La 21a Mostra Internacional de Cinema de Venècia va tenir lloc del 24 d'agost al 7 de setembre de 1960.

## Jurat
- Marcel Achard (França) (president)[2]
- Peter Baker (GB)
- Luis García Berlanga (Espanya)
- Serguei Bondartxuk (URSS)
- Louis Chauvet (França)
- Antonio Pagliaro (Itàlia)
- Jaime Potenze (Argentina)
- Mario Praz (Itàlia)
- Samuel Steinman (EUA)
- Jerzy Toeplitz (Polònia)
- Arturo Tofanelli (Itàlia)

## Pel·lícules en competició
| Títol original          | Director(s)        | País de producció |
| ----------------------- | ------------------ | ----------------- |
| Le Passage du Rhin      | André Cayatte      | França            |
| Ningen no jôken         | Masaki Kobayashi   | Japó              |
| The Apartment           | Billy Wilder       | Estats Units      |
| La lunga notte del '43  | Florestano Vancini | Itàlia            |
| Rat                     | Veljko Bulajic     | Iugoslàvia        |
| Rocco e i suoi fratelli | Luchino Visconti   | Itàlia            |
| Tunes of Glory          | Ronald Neame       | Regne Unit        |
| Le Voyage en ballon     | Albert Lamorisse   | França            |
| El cochecito            | Marco Ferreri      | Espanya           |

## Premis
- Lleó d'Or:
  - Le Passage du Rhin (André Cayatte)
- Premi Especial del Jurat:
  - Rocco e i suoi fratelli (Luchino Visconti)
- Copa Volpi:
  - Millor Actor - John Mills - (Tunes of Glory)
  - Millor Actriu - Shirley MacLaine - (The Apartment)
- Millor primer treball
  - La lunga notte del '43 (Florestano Vancini)
- Premi San Giorgio 
  - Ningen no jôken (Masaki Kobayashi)
- Premi FIPRESCI 
  - El cochecito (Marco Ferreri)
  - Rocco e i suoi fratelli (Luchino Visconti)
- Premi OCIC 
  - Le Voyage en ballony (Albert Lamorisse)
- Pasinetti Award
  - Ningen no jôken (Masaki Kobayashi)
  - Seccions paral·leles - Shadows (John Cassavetes)
- Lleó de San Marco
  - Muzykanci (Kazimierz Karabasz)